# Jacob Novak
Jacob Novak es un luchador profesional estadounidense conocido por su paso por la WWE. Novak participó en la cuarta y quinta temporada de NXT.

## Carrera

### World Wrestling Entertainment / WWE (2010-2011)
Jacob Novak se inició en el territorio de desarrollo de la World Wrestling Entertainment, la Florida Championship Wrestling, donde unió fuerzas con Jinder Mahal, pero el dúo no tuvo éxito ya que el equipo recién formado por Seth Rollins & Richard Blood, Jr., derrotaron al equipo de Novak.
El 30 de noviembre de 2010 fue revelado como participante de la Cuarta Temporada de NXT con Dolph Ziggler como su pro. Sin embargo, fue eliminado en la primera ronda. Tras volver a FCW, le dieron otra oportunidad de volver a NXT en la nueva temporada llamada NXT Redemption, donde otros rookies que habían perdido, también tuvieron la suerte de participar, siendo su pro JTG. A lo largo de las semanas, Novak tuvo reiteradas confrontaciones con el comentarista William Regal. Tuvo su primera aparición en un PPV en WWE Extreme Rules, en la lucha por el Campeonato en Parejas de la WWE entre The Big Show & Kane vs The Corre (Wade Barrett & Ezekiel Jackson) en un Tag Team Lumberjack Match, siendo Novak unos de los leñadores. En NXT Redemption el 17 de mayo fue eliminado de nuevo en la primera ronda y el 13 de junio fue despedido de la WWE.

## En lucha
- Movimientos finales
  - Running big boot[3]

## Campeonatos y logros
- Pro Wrestling Illustrated
  - Situado en el Nº256 en los PWI 500 de 2011[4]